# Медаль «За укрепление боевого содружества» (Минобороны России)
Меда́ль «За укрепле́ние боево́го содру́жества» — ведомственная медаль Министерства обороны Российской Федерации. Учреждена приказом Министра обороны Российской Федерации № 123 от 27 марта 1995 года. В том же году идентичные медали были введены в Федеральной пограничной службе (ФПС) и Федеральном агентстве правительственной связи и информации (ФАПСИ).
Впоследствии статут и внешний вид медали Минобороны изменялись приказами Министра обороны Российской Федерации: от 5 марта 2009 года № 85 и от 14 декабря 2017 года № 777.

## Правила награждения
Медалью «За укрепление боевого содружества» награждаются военнослужащие и лица гражданского персонала Вооружённых Сил Российской Федерации за заслуги в формировании и реализации государственной политики в области международного военного сотрудничества и военно-технического сотрудничества Российской Федерации с иностранными государствами и международными организациями, а также другие граждане Российской Федерации и иностранные граждане, оказывающие содействие в решении задач, возложенных на Вооруженные Силы Российской Федерации.

## Правила ношения
Медаль носится на левой стороне груди и при наличии других медалей располагается после медали Министерства обороны Российской Федерации «За разминирование».

## Описание медали

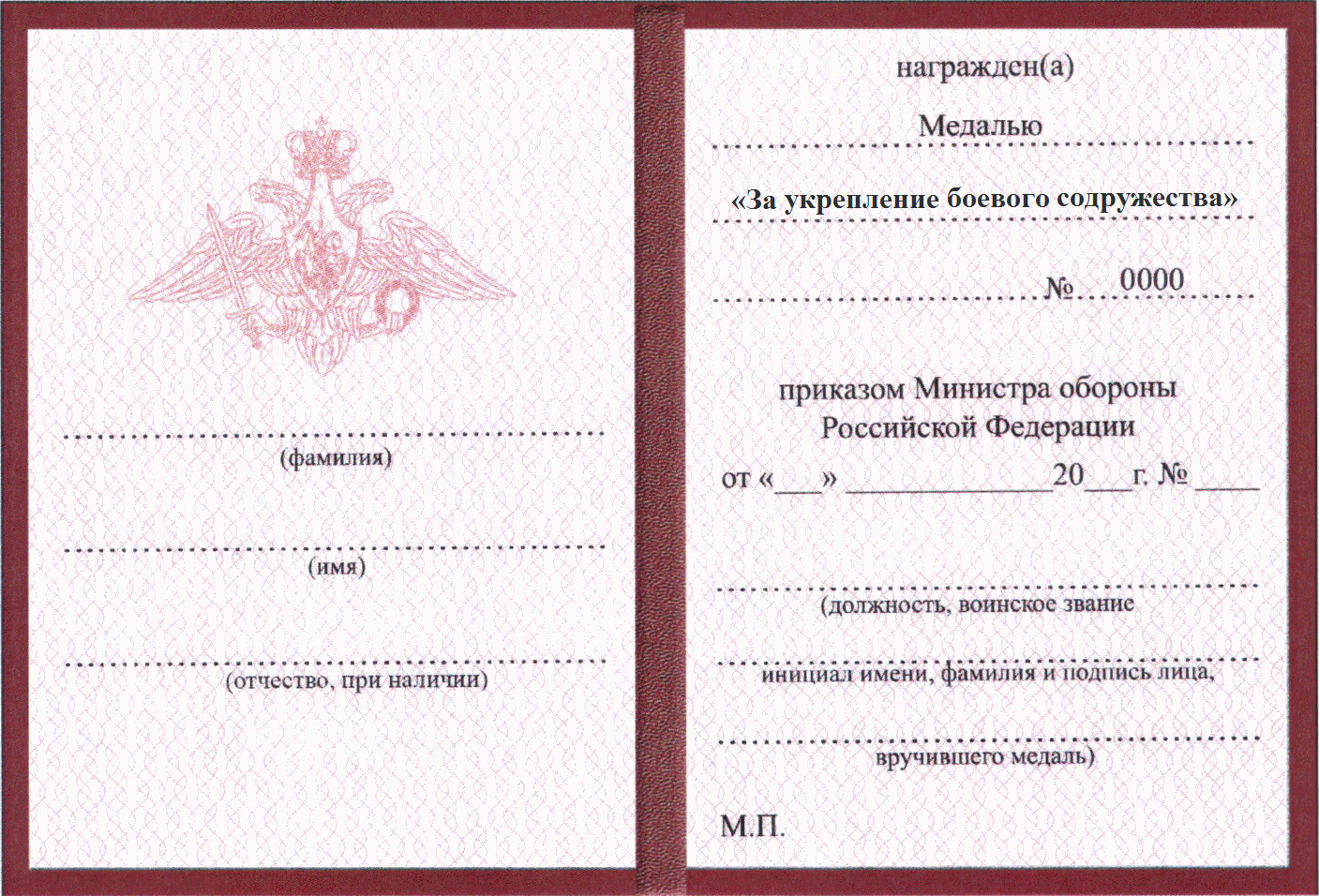
Удостоверение к медали (2017)

Медаль изготавливается из металла золотистого цвета, имеет форму круга диаметром 32 мм с выпуклым бортиком с обеих сторон.
На лицевой стороне медали в центре — рельефное изображение картушного щита с надписью в четыре строки: «ЗА УКРЕПЛЕНИЕ БОЕВОГО СОДРУЖЕСТВА» на диагонально перекрещенных мечах, обрамленного в нижней части дубовыми ветвями.
На оборотной стороне медали в центре — рельефное одноцветное изображение эмблемы Министерства обороны Российской Федерации, по кругу — рельефная надпись: в верхней части — «МИНИСТЕРСТВО ОБОРОНЫ», в нижней — «РОССИЙСКОЙ ФЕДЕРАЦИИ».
Медаль при помощи ушка и кольца соединяется с пятиугольной колодкой, обтянутой шёлковой муаровой лентой шириной 24 мм. С правого края ленты оранжевая полоса шириной 8 мм окаймлена двумя черными полосами шириной 2 мм, с левого — красная полоса шириной 4 мм окаймлена по краям зелеными и голубыми полосами шириной 2 мм каждая.

## Медаль образца 2009 года

### Правила награждения
Медалью «За укрепление боевого содружества» (2009 года) награждались военнослужащие и лица гражданского персонала Вооружённых Сил, а также другие граждане Российской Федерации и иностранные граждане за заслуги в укреплении боевого содружества и военного сотрудничества с дружественными государствами, содействие в решении задач, возложенных на Вооружённые Силы.

### Описание медали

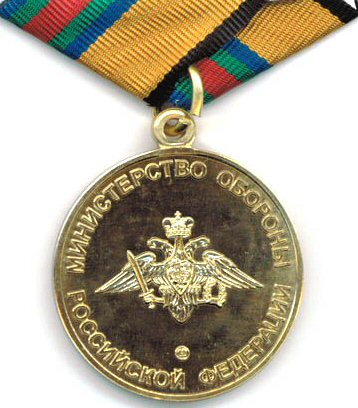
Реверс медали (2009)

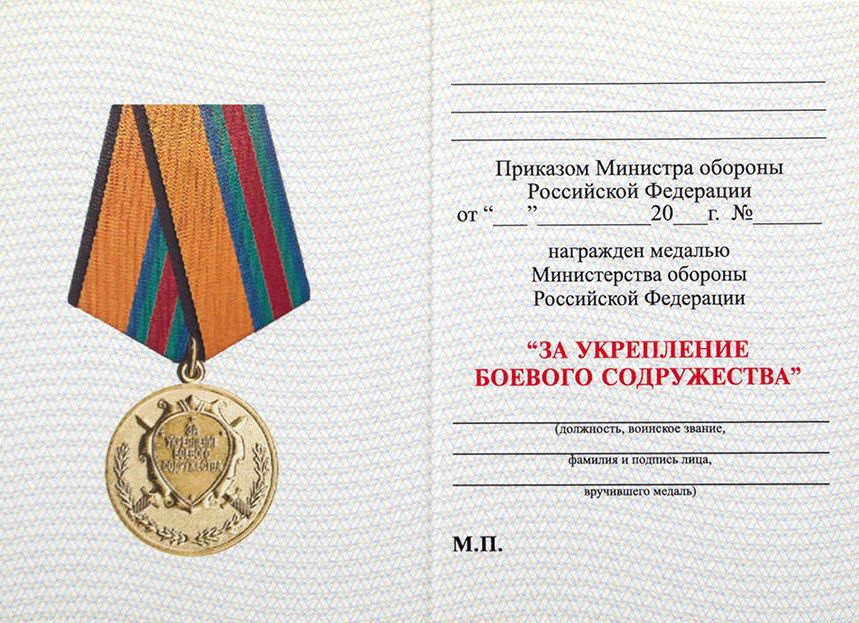
Удостоверение к медали (2009)

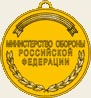
Реверс медали (1995)

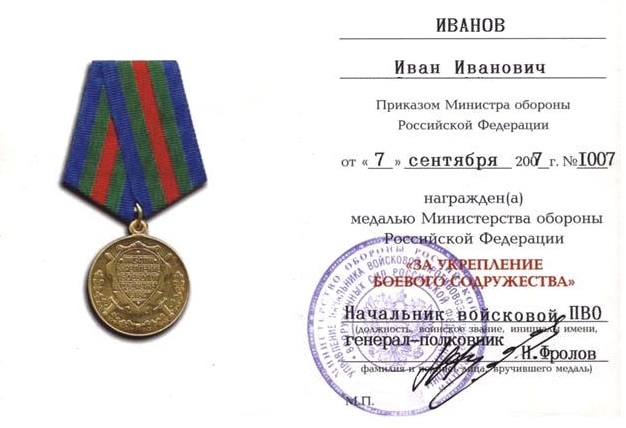
Удостоверение к медали (1995)

Медаль изготавливалась из металла золотистого цвета и имеет форму круга диаметром 32 мм с выпуклым бортиком с обеих сторон. На лицевой стороне медали: в центре — рельефное изображение картушного щита с надписью в четыре строки «ЗА УКРЕПЛЕНИЕ БОЕВОГО СОДРУЖЕСТВА» на двух диагонально перекрещенных мечах; под ним по кругу — рельефное изображение дубовых ветвей. На оборотной стороне медали: в центре — рельефное изображение эмблемы Вооружённых Сил; по кругу — рельефная надпись: в верхней части — «МИНИСТЕРСТВО ОБОРОНЫ», в нижней — «РОССИЙСКОЙ ФЕДЕРАЦИИ».
Медаль при помощи ушка и кольца соединяется с пятиугольной колодкой, обтянутой шёлковой муаровой лентой шириной 24 мм. С правого края ленты оранжевая полоса шириной 10 мм окаймлена чёрной полосой шириной 2 мм, с левого — красная полоса шириной 4 мм окаймлена по краям зелёными и голубыми полосами шириной 2 мм каждая.
Элементы медали «За укрепление боевого содружества» символизируют:
- щит (символ защиты Отечества), меч (символ вооружённой борьбы и элемент военных геральдических знаков Сухопутных войск) — готовность к защите Отечества;
- дубовые ветви (символ стойкости и мужества) — воинскую славу;
- оранжевая полоса ленты медали, окаймлённая чёрной полосой, — принадлежность медали к системе знаков отличия Вооружённых Сил;
- синяя, зелёная и красная полосы ленты медали — предназначение медали для награждения за заслуги в укреплении боевого содружества и военного сотрудничества.

## Медаль образца 1995 года

### Правила награждения
Медалью Министерства обороны Российской Федерации «За укрепление боевого содружества» (1995 года) награждались военнослужащие и лица гражданского персонала Вооружённых Сил Российской Федерации, а в отдельных случаях — другие граждане Российской Федерации и иностранные граждане за заслуги в укреплении боевого содружества и военного сотрудничества с дружественными государствами.

### Правила ношения
Медаль носится на левой стороне груди и располагается перед медалью Министерства обороны Российской Федерации «За отличие в военной службе».

### Описание медали
Медаль изготавливалась из томпака, имеет форму круга диаметром 32 мм с выпуклым бортиком с обеих сторон. На лицевой стороне медали в центре помещалось рельефное изображение щита на фоне перекрещенных мечей; в центре щита — рельефная надпись в пять строк: «ЗА УКРЕПЛЕНИЕ БОЕВОГО СОДРУЖЕСТВА»; в нижней части — рельефное изображение дубовых ветвей. На оборотной стороне медали в центре — рельефная надпись в три строки: «МИНИСТЕРСТВО ОБОРОНЫ РОССИЙСКОЙ ФЕДЕРАЦИИ»; в верхней части — рельефное изображение развевающейся ленты; в нижней части — рельефное изображение лавровых ветвей.
Медаль при помощи ушка и кольца соединяется с пятиугольной колодкой, обтянутой шёлковой муаровой лентой шириной 24 мм. Вдоль краев ленты голубые полосы шириной 5 мм; посередине — равновеликие зелёные полосы, разделённые между собой красной полосой шириной 5 мм.

## Дополнительные поощрения награждённым
Согласно приказу Министра обороны РФ №777 от 14 декабря 2017г. дополнительных поощрений за медаль не предусмотрено.